# Coelotes progressoridentes
Coelotes progressoridentes là một loài nhện trong họ Amaurobiidae.
Loài này thuộc chi Coelotes. Coelotes progressoridentes được miêu tả năm 2001 bởi Ovtchinnikov.